# N-アシルノイラミン酸-9-ホスファターゼ
N-アシルノイラミン酸-9-ホスファターゼ(N-acylneuraminate-9-phosphatase、EC 3.1.3.29)は、以下の化学反応を触媒する酵素である。
N-アシルノイラミン酸-9-リン酸 + 水{\displaystyle \rightleftharpoons }N-アシルノイラミン酸 + リン酸
従って、この酵素の基質はN-アシルノイラミン酸-9-リン酸と水の2つ、生成物はN-アシルノイラミン酸とリン酸の2つである。
この酵素は加水分解酵素に分類され、特にリン酸モノエステル結合に作用する。系統名は、N-アシルノイラミン酸-9-リン酸 ホスホヒドロラーゼ(N-acylneuraminate-9-phosphate phosphohydrolase)である。この酵素は、アミノ糖の代謝に関与している。